# 王天性纪念馆
王天性纪念馆，位于中国广东省汕头市外砂镇林厝村，现为澄海区文物保护单位，类型为古建筑，公布时间为2000年7月24日。
王天性纪念馆的历史年代为明代。